# Éva Bisséni
Éva Bisséni (ur. 7 lutego 1981) – francuska judoczka i zawodniczka ju-jitsu. Olimpijka z  Aten 2004, gdzie odpadła w eliminacjach w wadze ciężkiej.
Piąta na mistrzostwach świata w 2008; uczestniczka turnieju w 2009. Pierwsza w zawodach drużynowych w 2006. Startowała w Pucharze Świata w latach 1999–2002, 2004, 2005, 2008, 2010 i 2011. Brązowa medalistka mistrzostw Europy w 2002 i 2004. Pierwsza w drużynie w 2002 i 2008; trzecia w 2010. Wygrała igrzyska frankofońskie w 2001. Mistrzyni Francji w 2009 i 2010 roku.

## Letnie Igrzyska Olimpijskie 2004
| Konkurencja | Eliminacje           | Eliminacje              | Klas. końcowa |
| Konkurencja | Przeciwnik I         | Przeciwnik II           | Miejsce       |
| ----------- | -------------------- | ----------------------- | ------------- |
| +78 kg      | Eleni Patsiu (GRE) Z | Giovanna Blanco (VEN) P | 2 runda       |